# Правда Бурятии
«Пра́вда Буря́тии» — общественно-политическая газета, издаваемая в городе Улан-Удэ (Республика Бурятия).

## История газеты
Газета начала издаваться 7 июня 1918 года под названием «Вестник Советов Прибайкалья». 
В начале 1920-х годов издание несколько раз меняло название на «Рабочий и крестьянин», «Красное Прибайкалье», «Прибайкальская правда». После образования Бурят-Монгольской АССР с 4 сентября 1923 года газета начала издаваться под названием «Бурят-Монгольская правда». После переименования в 1958 году республики в Бурятскую АССР газета выходит как «Правда Бурятии». Была изданием обкома КПСС, Верховного Совета и Совета Министров Бурятской АССР. 
На страницах газеты печатались произведения писателей Бурятии — И. К. Калашникова, П. Н. Дамбинова, Е. Е. Хоринской и многих других.
В 1991 году газета «Правда Бурятии» стала акционерным обществом.

## Известные сотрудники газеты
- Бальбуров, Африкан Андреевич — писатель, с 1938 по 1940 год работал в промышленном отделе газеты.
- Башкуев, Геннадий Тарасович — прозаик, драматург и публицист, работал ответственным секретарём.
- Дугаров, Баир Сономович — в 1970-х годах будущий народный писатель Бурятии работал собственным корреспондентом по Баргузинскому и Курумканскому районам.
- Захарова, Светлана Алексеевна — писатель-прозаик, поэтесса, заслуженный работник культуры Бурятии и России.
- Зекки, Осман Велиуллаевич — работал фотографом в газете с 1942 года.
- Клевенский, Леонид Петрович — в 1926 году работал редактором газеты.
- Леонов, Александр Андреевич — советский писатель, в 1929 году писал в газете под псевдонимом Илья Чернев.
- Сампилов, Цыренжап Сампилович — в 1920-е годы работал в газете художником.
- Сергеев, Виктор Александрович — советский писатель, в 1976 году назначен редактором газеты.
- Степанов, Михаил Николаевич — народный писатель Бурятии, переводчик.
- Тугутов, Иосиф Еремеевич — писатель и историк, работал корреспондентом газеты.

## Эстафета на призы «Правды Бурятии»
С 1934 года по центральным улицам Улан-Удэ проводится ежегодная Легкоатлетическая эстафета им. «Бурят-Монгольской Правды». Позднее название изменилось на Эстафету на призы «Правды Бурятии».